# NTV (Turquie)
Pour les articles homonymes, voir NTV.
NTV (Nergis TV) est une chaîne de télévision turque. C'est la première chaîne d'information en continu turque. Lors des mouvements protestataires de 2013 en Turquie, la chaîne a été beaucoup critiquée pour ne pas avoir diffusé les événements.
La chaîne est proche du Parti de la justice et du développement.

## Historique
La chaîne voit le jour le 1er novembre 1996. Elle fut créée à l'origine par Cavit Çağlar qui possédait la Nergis Holding (où Nergis est le prénom de sa femme) d'où elle tire son nom. Avec des collaborations avec Reuters, ENEX ou APTN, elle permet à ses spectateurs de suivre toute l'information mondiale.
Récompensée plusieurs fois pour sa programmation de qualité, NTV vise à devenir un modèle de chaîne d'informations, au même titre que les chaînes d'informations étrangères (tels que Fox News).
La chaîne fut rachetée par Doğuş Holding en 1999.

### Identité visuelle (logo)

Logo de NTV de 1996-2009.
Logo actuel de NTV.

## Programmation
La chaîne diffuse en semaine des programmes consacrés aux nouvelles du monde, l'économie, la météo, à la culture, à l'art et au sport.
Depuis 2008, la chaîne se met au vert avec son nouveau slogan : l'écran vert (Yeşil Ekran) et consacre des programmes liés à l'environnement, à la nourriture saine et équilibrée, etc.

## Programmes diffusés sur NTV

### Programmes d'informations
- Güne Başlarken
- Haber Merkezi
- Öğle Bülteni
- Günün İçinden
- Akşam Haberleri
- Seda Öğretir ile NTV Ana Haber
- Bugün Yarın
- Gece Gündüz
- Yakın Plan
- Siyasi İşler
- Geri Sayım
- Finans Kafe
- Piyasa Ekranı
- Mete Çubukçu ile Pasaport
- Dünyanın Haberi
- Hava Durumu

### Talk Show
- Zincirleme Reaksiyon
- Sinan Canan ile Açık Beyin
- Osman Mütfüoğlu ile Yeni Hayat
- Özgür Bolat ile Anne Baba Okulu

### Émissions consacrés au sport
- Spor Bülteni
- Hayatım Spor
- 0--100

### Divertissement
- Ceyda Düvenci ile Bambaşka Sohbetler (Ceyda Düvenci)
- Çok Akustik (Ercan Saatçi)

## Diffusion
La chaîne est diffusée en clair sur le satellite Turksat. La chaîne est également accessible depuis son site web ainsi que par le logiciel Puhu TV.

## Annexe